# Agadez-moskee
De Agadez Moskee is een moskee gebouwd in de inheemse Sahel-architectuur in Agadez.

## Geschiedenis
De moskee werd gebouwd vanaf 1449, maar werd gerenoveerd en herbouwd in de Mozabische stijl door de architect Zakariya Abdullah, die in 1520 in Agadez aankwam na de verovering van de stad door keizer Askia Mohammed I, die rond 1515 plaatsvond. Het gebouw werd een fundamenteel architectonisch monument van de regio. De hoge minaret kan ook aan Zakarya Abdullah worden toegeschreven, aangezien Leo Africanus, die de stad in 1516 bezocht, er geen nieuws over meldt.